# Lycaon sekowei
Lycaon sekowei — це вимерлий вид псових із південної Африки, який жив у епоху раннього плейстоцену, що датується від 2 до 1 мільйона років тому.
Хартстоун-Роуз і його колеги стверджували, що L. sekowei був гіперхижаком, як і сучасна африканська дика собака (L. pictus), хоча її передні лапи не були настільки спеціалізованими для бігу. Вони також припустили, що L. sekowei був предком лінії диких собак на основі морфології зубів, подібної до морфології L. pictus і європейських Lycaon-подібних псових. Однак у 2013 році Мадурел-Малапейра та його колеги вважали гіпотезу про те, що рід Lycaon міг походити з Євразії та поширився в Африку 2 мільйони років тому, більш вірогідною, враховуючи значну мінливість ознак зубів і відносно мізерну африканську історію ликаоноподібних псів.